# Melanerpes erythrocephalus
Melanerpes erythrocephalus là một loài chim trong họ Picidae.
Loài chim này sinh sống ở khu vực ôn đới Bắc Mỹ. Môi trường sống sinh sản của chúng là xứ mở trên toàn miền nam Canada và miền đông Trung bộ Hoa Kỳ.
Các chim gõ kiến đầu đỏ là một trong nhiều loài ban đầu được mô tả bởi Linnaeus trong tác phẩm viết trong thế kỷ 18 của ông Systema Naturae. Danh pháp cụ thể có nguồn gốc từ tiếng Hy Lạp cổ đại erythros nghĩa là đỏ và kephalos nghĩa là đầu. 
Có ba phân loài được công nhận: 
- M. e. brodkorbi
- M. e. caurinus
- M. e. erythrocephalus